# Phthiracarus flagellatus
Phthiracarus flagellatus är en kvalsterart som beskrevs av Wallwork 1977. Phthiracarus flagellatus ingår i släktet Phthiracarus och familjen Phthiracaridae. Inga underarter finns listade i Catalogue of Life.